# Favières (Seine-et-Marne)
Favières település Franciaországban, Seine-et-Marne megyében. Lakosainak száma 1293 fő (2022. január 1.). Favières Bussy-Saint-Georges, Neufmoutiers-en-Brie, Pontcarré, Tournan-en-Brie, Villeneuve-Saint-Denis, Gretz-Armainvilliers és Jossigny községekkel határos.

## Népesség
A település népességének változása:
| Lakosok száma | 1088 | 1103 | 1125 | 1109 | 1125 | 1132 | 1186 | 1239 | 1293 |
|               | 2013 | 2015 | 2016 | 2017 | 2018 | 2019 | 2020 | 2021 | 2022 |